# Biri
Biri är ett utdött australiskt språk som talades i Queensland. Det tillhörde de pama-nyunganska språken.